# Schach-Mannschaftsweltmeisterschaft
Die Schach-Mannschaftsweltmeisterschaft ist neben der Schacholympiade der wichtigste internationale Team-Wettkampf im Schach. Die aktuellen Titelträger sind Russland bei der offenen WM sowie die Volksrepublik China bei der zusätzlich ausgetragenen WM der Frauen.

## Modus
An der Schach-Mannschaftsweltmeisterschaft nehmen die stärksten Nationalmannschaften der Welt sowie Vertreter der einzelnen Kontinente teil. Das Feld ist auf zehn Mannschaften beschränkt, wobei ein Rundenturnier („Jeder gegen Jeden“) gespielt wird. Für die WM der Damen 2021 ist eine Aufstockung auf zwölf Mannschaften angekündigt. Die Mannschaftsstärke beträgt mit Ausnahme der ersten Austragung 1985 (sechs Spieler) jeweils vier Spieler. Der Einsatz eines Ersatzspielers bzw. einer Ersatzspielerin ist zulässig.
Die erste Mannschaftsweltmeisterschaft fand 1985 statt. Zunächst wurde im 4-Jahre-Rhythmus gespielt, seit 2011 im 2-Jahre-Rhythmus. Seit 2007 gibt es auch eine Mannschafts-WM der Frauen, die im 2-Jahre-Rhythmus ausgetragen wird. Seit diesem Zeitpunkt gelten jeweils die Mannschaftspunkte als entscheidendes Wertungskriterium, zuvor waren es die Brettpunkte.
Die Weltmeisterschaft 2022 wurde in einem veränderten Format und mit verkürzter Bedenkzeit ausgetragen. Die Bedenkzeit betrug 45 Minuten pro Spieler und Partie plus 10 Sekunden pro Zug. Zwölf Mannschaften traten zunächst in zwei Gruppen an, wonach die besten acht Teams im K.-o.-System die Platzierungen ermittelten.

## Medaillenübersicht

### Offene WM
|    | Jahr | Gastgeber       | Gold                | Silber              | Bronze              |
| -- | ---- | --------------- | ------------------- | ------------------- | ------------------- |
| 1  | 1985 | Luzern          | Sowjetunion         | Ungarn              | England             |
| 2  | 1989 | Luzern          | Sowjetunion         | Jugoslawien         | England             |
| 3  | 1993 | Luzern          | USA                 | Ukraine             | Russland            |
| 4  | 1997 | Luzern          | Russland            | USA                 | Armenien            |
| 5  | 2001 | Jerewan         | Ukraine             | Russland            | Armenien            |
| 6  | 2005 | Beʾer Scheva    | Russland            | Volksrepublik China | Armenien            |
| 7  | 2010 | Bursa           | Russland            | USA                 | Indien              |
| 8  | 2011 | Ningbo          | Armenien            | Volksrepublik China | Ukraine             |
| 9  | 2013 | Antalya         | Russland            | Volksrepublik China | Ukraine             |
| 10 | 2015 | Zaghkadsor      | Volksrepublik China | Ukraine             | Armenien            |
| 11 | 2017 | Chanty-Mansijsk | Volksrepublik China | Russland            | Polen               |
| 12 | 2019 | Astana          | Russland            | England             | Volksrepublik China |
| 13 | 2022 | Jerusalem       | Volksrepublik China | Usbekistan          | Spanien             |

### WM der Frauen
|   | Jahr | Gastgeber       | Gold                | Silber              | Bronze              |
| - | ---- | --------------- | ------------------- | ------------------- | ------------------- |
| 1 | 2007 | Jekaterinburg   | Volksrepublik China | Russland            | Ukraine             |
| 2 | 2009 | Ningbo          | Volksrepublik China | Russland            | Ukraine             |
| 3 | 2011 | Mardin          | Volksrepublik China | Russland            | Georgien            |
| 4 | 2013 | Astana          | Ukraine             | Volksrepublik China | Russland            |
| 5 | 2015 | Chengdu         | Georgien            | Russland            | Volksrepublik China |
| 6 | 2017 | Chanty-Mansijsk | Russland            | Volksrepublik China | Georgien            |
| 7 | 2019 | Astana          | Volksrepublik China | Russland            | Georgien            |
| 8 | 2021 | Sitges          | Russland            | Indien              | Georgien, Ukraine   |
| 9 | 2023 | Bydgoszcz       | Georgien            | Kasachstan          | Frankreich          |

Die WM 2021 und 2023 wurden im K.-o.-System entschieden und kein Drittplatzierter ermittelt. Für 2021 werden auf Platz 3 die unterlegenen Halbfinalisten geführt. 2023 gab es ein "kleines Finale".

## Austragungen der Mannschaftsweltmeisterschaft

### Offene Mannschafts-WM
Zu den Ergebnissen und weiteren Details, siehe: Schach-Mannschaftsweltmeisterschaft/Austragungen

### Mannschafts-WM der Frauen
Zu den Ergebnissen und weiteren Details, siehe: Schach-Mannschaftsweltmeisterschaft/Austragungen (Damen)